# الموهوبين (مسلسل)
الموهوبين (بالإنجليزية: The Gifted)‏ هو مسلسل أبطال خارقين أمريكي من ابتكار مات نيكس وبطولة ستيفن موير، إيمي أكر، شون تيل، ناتالي ألين ليند، بيرسي هاينز وايت، كوبي بيل، جيمي تشونغ وبلير ريدفورد، صدر الموسم الأول في 2 أكتوبر 2017 وتم تجديده لموسم ثاني عرض في 25 سبتمبر 2018.

## روابط خارجية
- الموهوبين (مسلسل) على موقع IMDb (الإنجليزية)
- الموهوبين (مسلسل) على موقع ميتاكريتيك (الإنجليزية)
- الموهوبين (مسلسل) على موقع روتن توميتوز (الإنجليزية)
- الموهوبين (مسلسل) على موقع أول موفي (الإنجليزية)
- الموهوبين (مسلسل) على موقع فيلمافينيتي (الإسبانية)
- الموهوبين (مسلسل) على موقع كينوبويسك (الروسية)
- الموهوبين (مسلسل) على موقع ألو سيني (الفرنسية)
- الموهوبين (مسلسل) على موقع قاعدة بيانات الفيلم (الإنجليزية)